# Sofia Mestari
Sofia Mestari (ur. 27 września 1980 roku w Casablance) – francuska piosenkarka pochodzenia marokańskiego, reprezentantka Francji w 45. Konkursie Piosenki Eurowizji w 2000 roku.

## Dzieciństwo
Sofia Mestari urodziła się 27 września 1980 roku w Casablance w Maroku. W wieku 10 lat przeprowadziła się wraz z rodziną do Paryża.

## Kariera muzyczna
W 2000 roku Mestari zgłosiła się do udziału w krajowych eliminacjach eurowizyjnych z utworem „On aura le ciel” autorstwa Pierre’a Legaya i Benoît Heinricha. W lutym wygrała finał selekcji po zajęciu pierwszego miejsca w głosowaniu jurorów i drugiego w głosowaniu telewidzów, dzięki czemu została reprezentantką Francji podczas 45. Konkursu Piosenki Eurowizji organizowanego w  Sztokholmie. 13 maja wystąpiła w finale widowiska i zdobyła w nim łącznie 5 punktów, przez co uplasowała się na przedostatnim, 23. miejscu.
Po konkursie Mestari wydała swój debiutancki album studyjny zatytułowany On aura le ciel, który promowany był przez single „On aura le ciel” i „Derrière les voiles”. W 2003 roku wydała drugą płytę długogrającą zatytułowaną En plein coeur de la nuit promowaną przez singiel „Ne pars pas”, który zadebiutował na 27. miejscu francuskiej listy przebojów.
16 czerwca 2008 roku Mestari wydała swój trzeci album studyjny zatytułowany La vie en entier, a w maju 2011 – A la croisée des chemins.

## Dyskografia

### Albumy studyjne
- On aura le ciel (2000)
- En plein cœur de la nuit (2003)
- La vie en entier (2008)
- A la croisée des chemins (2011)